# Бальтасар Лобо
Бальтасар Лобо (ісп. Baltasar Lobo; 22 лютого 1910, Сересінос-де-Кампос, провінція Самора — 3 вересня 1993, Париж) — іспанський скульптор та графік, який належав до Паризької школи. Похований на цвинтарі Монпарнас.

## Галерея

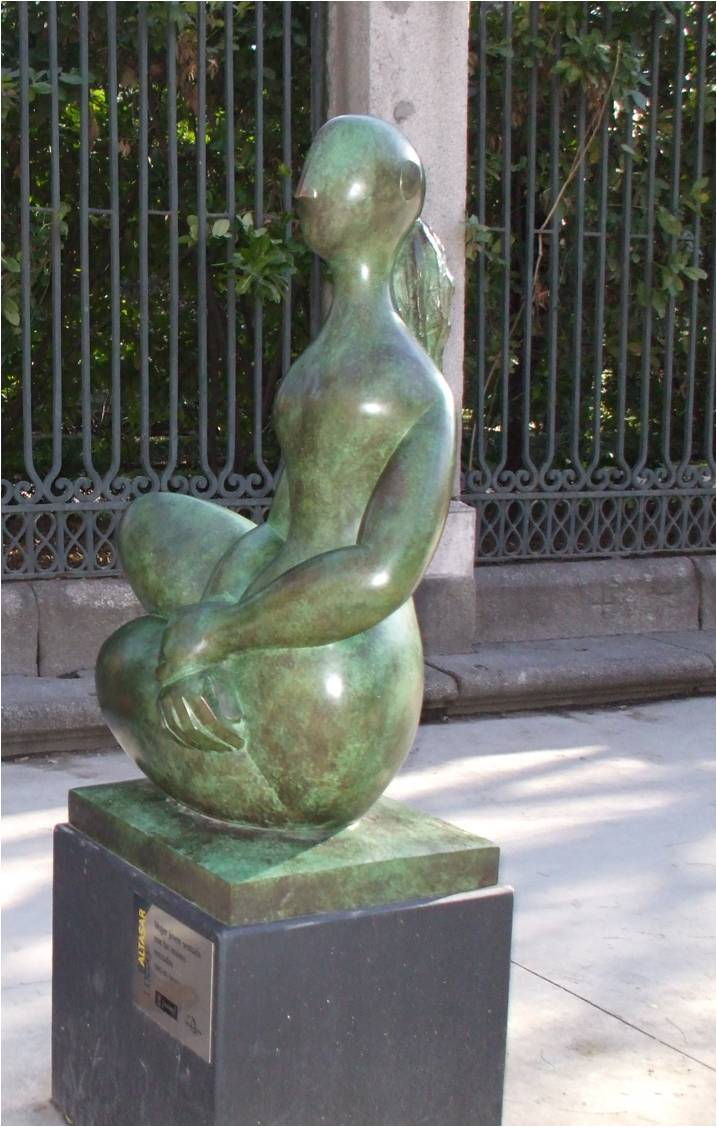
Жінка, Мадрид
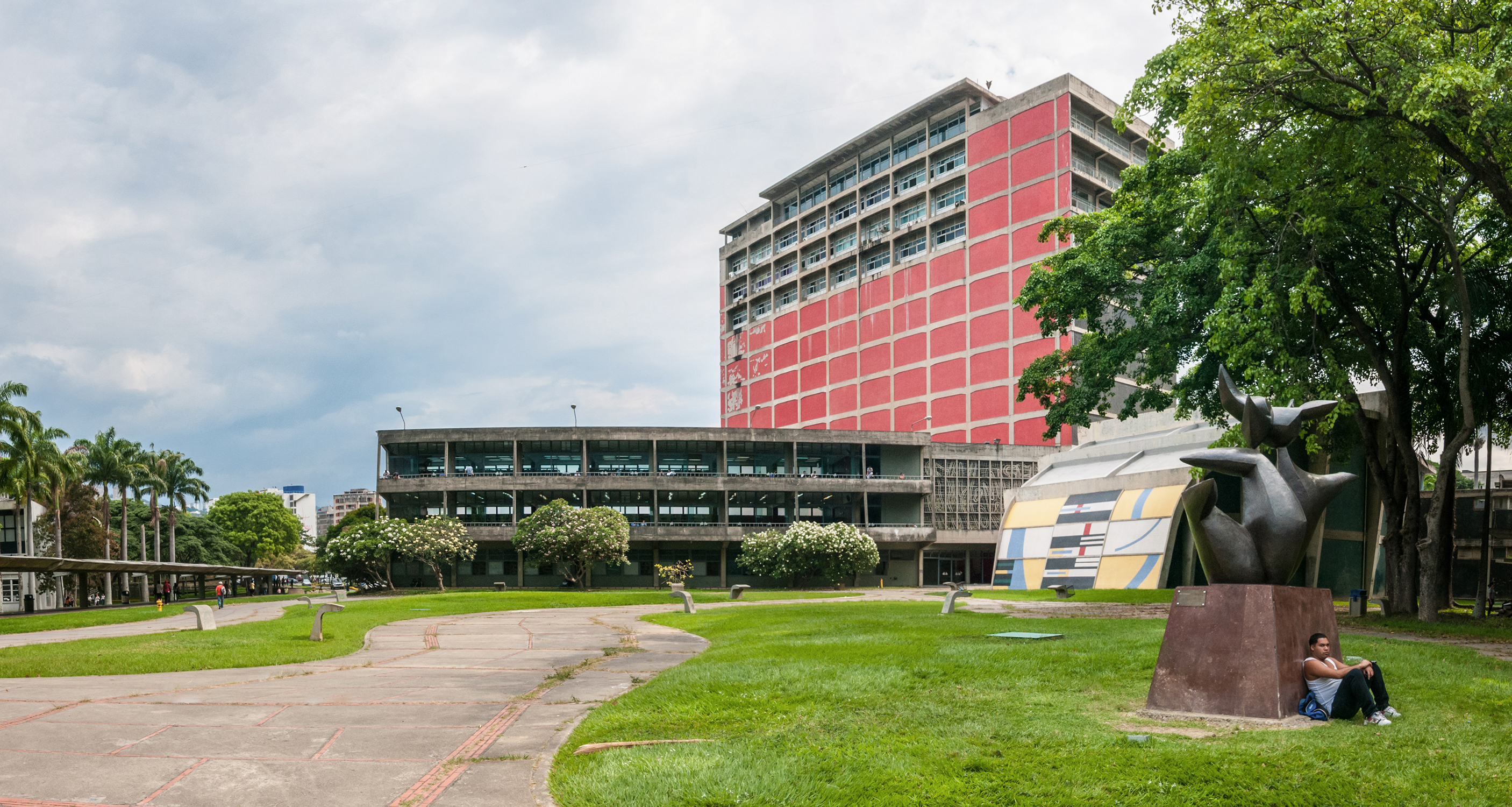
Материнство. Каракас
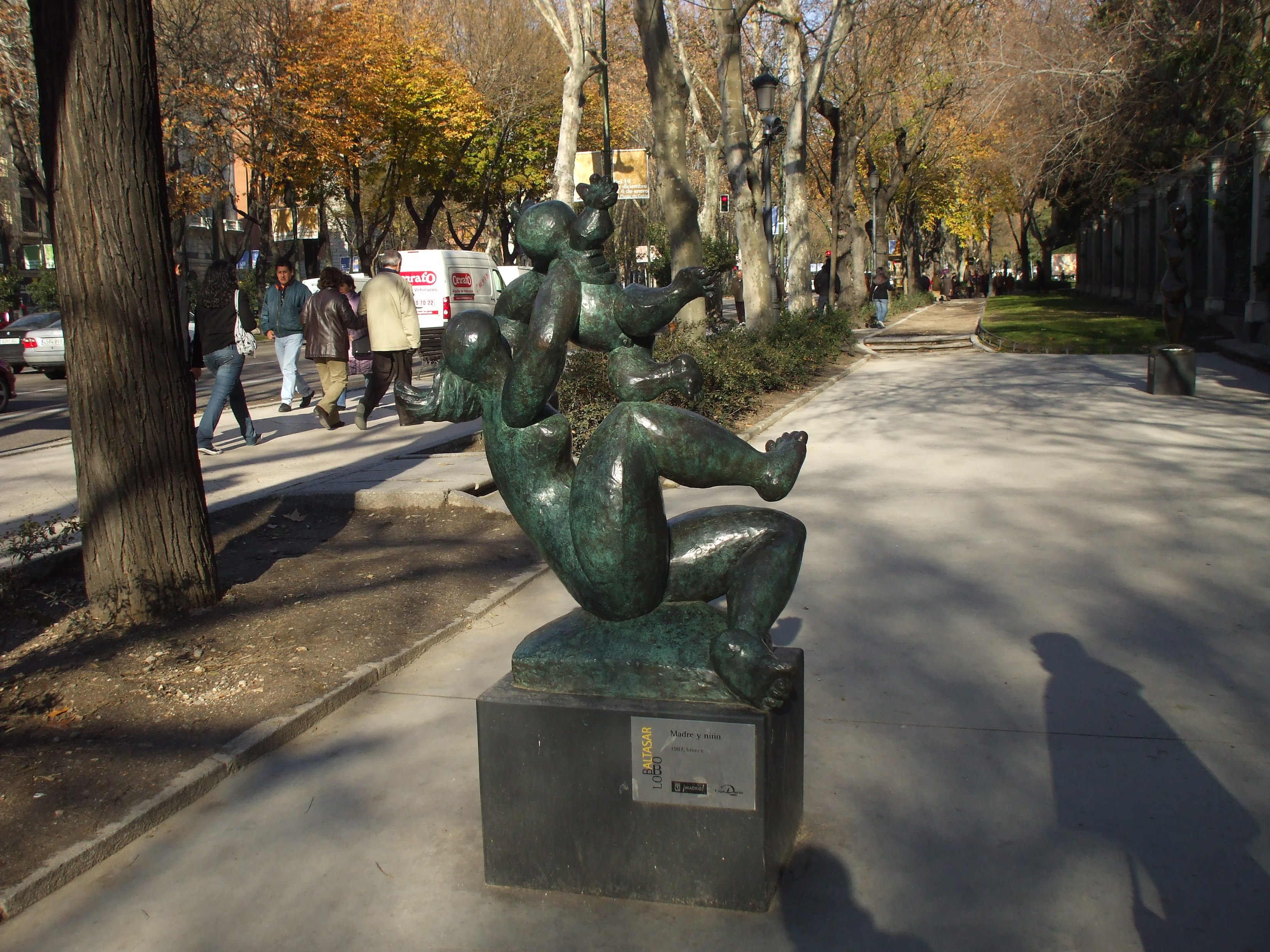
Мати та дитина
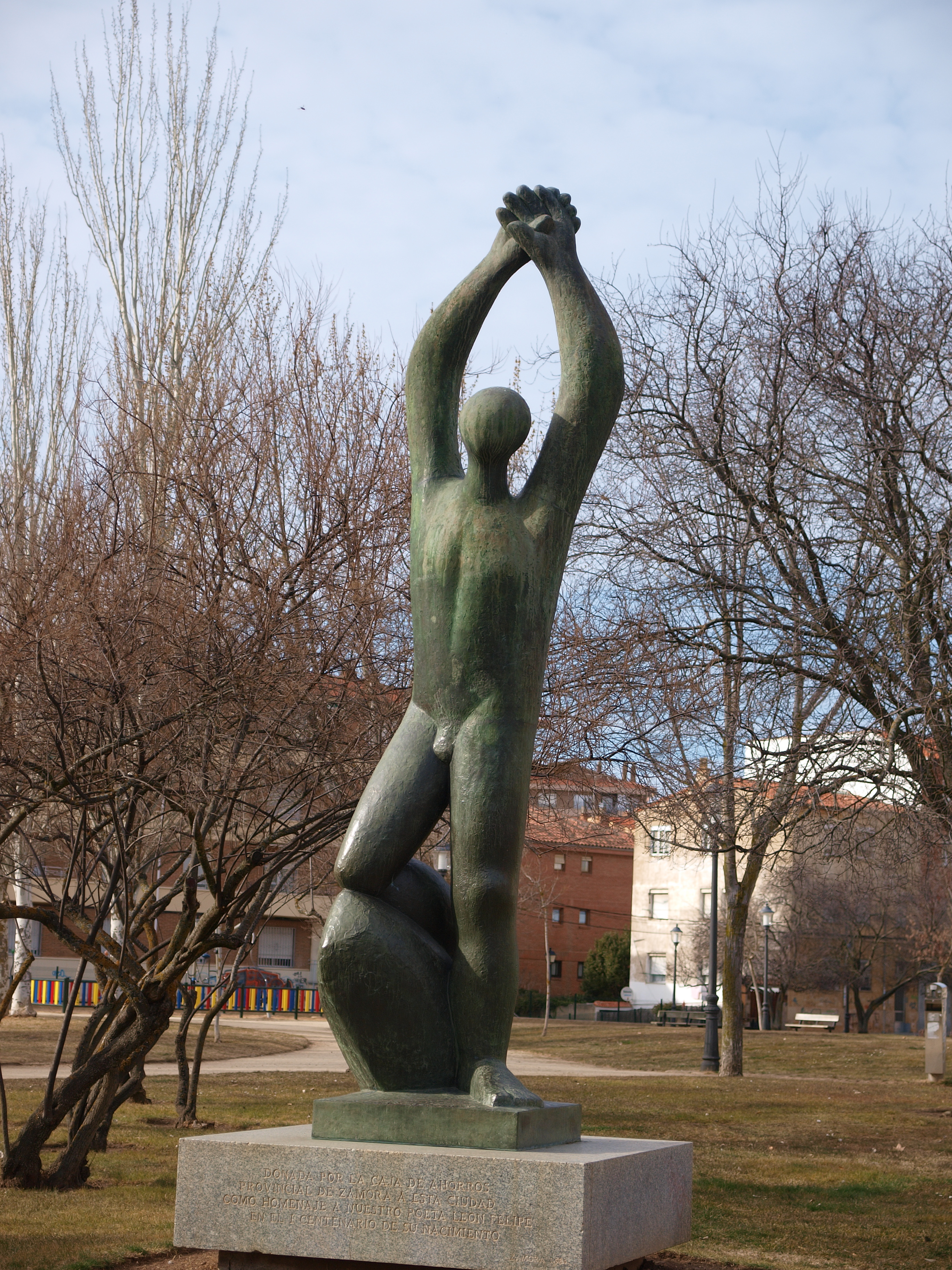
Памяти поета Леона Феліпе